# Barkisland
Barkisland – wieś w Anglii, w hrabstwie ceremonialnym West Yorkshire, w dystrykcie metropolitalnym Calderdale. Leży 28 km na południowy zachód od miasta Leeds i 270 km na północny zachód od Londynu.